# Irabatha agilis
Irabatha agilis là một loài tò vò trong họ Ichneumonidae.